# Budai Lóránt
Budai Lóránt (Jászberény, 1980. március 3. –) magyar Jobbikos politikus, 2019-től Jászberény város polgármestere.

## Életpályája
Édesapja történelemtanár, édesanyja ének-zene szakos tanár volt, három gyermekük közül középsőként született. 23 évesen a helyi kórház röntgenosztályán lett segédasszisztens, 2007-ben elvégezte az egészségügyi főiskolát, a 2014-es jászberényi polgármester-választás és országgyűlési választáson való indulása után a kórház – állítása szerint jogtalanul – elbocsájtotta.
2008-ban lépett be a Jobbikba, tagja volt a párthoz kötődő szélsőjobboldali Szebb Jövőt nevű szervezetnek.
A 2014-es jászberényi polgármester-választáson a párt jelöltjeként a szavazatok 26%-át kapta, az országgyűlési választáson 30%-os eredményével kikapott Pócs Jánostól. Képviselőjelölti programjában a halálbüntetés és a csendőrség visszaállítását, a nemi erőszakot elkövetők kémiai kasztrálását szorgalmazta, valamint népszavazás kiírását Magyarország uniós tagságáról.
A 2018-as országgyűlési választáson 34%-os eredményével ismételten alulmaradt Pócs Jánossal szemben.
2019-ben Jászberény polgármesterének választották a DK-Jobbik-Momentum által támogatott Közösen Jászberényért Egyesület színeiben. Akkor mindössze 14 szavazattal előzte meg dr. Szabó Tamást (Fidesz-KDNP), aki 2010–2019 között vezette a várost. A Fidesz kifogásai miatt a választást megismételték, s az új választáson 2019. november 10-én Budai Lóránt nagy különbséggel (a szavazatok 62,9 %-ával) nyert.
A 2023. január 15-én rendezett időközi választáson ismét őt választották Jászberény polgármesterévé.
Elvált, három gyermek édesapja.